# 真島悦也
真島 悦也（ましま えつや）は、日本の漫画家。栃木県高根沢町出身。男性。メガネをかけている自画像が描かれている。

## 概要
2001年、『コミックメガフリーク』（FOX出版）で連載が開始された「コイネコ」でデビュー。代表作に『まんがライフMOMO』などいくつかの竹書房の4コマ漫画雑誌に連載されている『ちとせげっちゅ!!』がある。また『メガフリーク』の休刊により打ち切りとなっていた「コイネコ」は2004年から『月刊サンデージェネックス (GX) 』（小学館）において連載が再開された。
行動が豪快かつ大胆なヒロインとそれに振り回される主人公、というパターンのラブコメ作品が多い。

## 作品リスト
- コイネコ：2001年、コミックメガフリーク（FOX出版）・2004年 - 2013年、月刊サンデージェネックス（小学館）
- ちとせげっちゅ!!：2002年 - 2014年、まんがライフオリジナル・まんがライフMOMOほか（竹書房）
- みらいのあったかカップ：2004年 - 2006年、まんがタウンオリジナル（休刊、双葉社）
- ひよママ：2006年 - 2007年、月刊コミック電撃大王（メディアワークス）
- シニガミトリロジー：2009年、月刊ドラゴンエイジ（富士見書房）
- ゾンビチャン：2013年 - 2015年、月刊サンデージェネックス（小学館）
- ついっとMARCH：2014年 - 2017年、まんがライフMOMO（竹書房）
- 琴ノ葉さんが恋してる：2015年 - 2019年、月刊サンデージェネックス（小学館）
- ファミレスのナガイさん：2017年 - 、まんがライフMOMO・まんがくらぶ（竹書房）

## その他の仕事
- ハヤテのごとく!トレーディングカードゲーム（コナミデジタルエンタテインメント）
- 忍ちっく☆はぁと（成年向けゲーム）原画
- 妖精伝承 カードイラスト